# Луї Огюст-Дормель
Луї Огюст-Дормель (фр. Louis Auguste-Dormeuil, 15 серпня 1868 — 8 жовтня 1951) — французький яхтсмен.
Олімпійський чемпіон 1900 року в першому запливі в класі 0,5—1,0 тонна.